# Виленкин, Владимир Львович
Владимир Львович Виленкин (27 февраля 1916, Харьков; 2001 — там же) — украинский советский учёный географ, кандидат географических наук, доцент, отец американского физика и космолога Александра Виленкина.

## Научная деятельность
Владимир Виленкин преподавал на кафедре региональной физической географии геолого-географического факультета Харьковского университета. Его специализацией являлось ландшафтоведение двух направления: природно-территориальные комплексы Восточной Украины и ландшафтное районирование Северного Кавказа. Принимал участие в многочисленных экспедициях доктора географических наук Павла Ковалёва на Кавказ в составе Кавказской экспедиции ХГУ по программе МГГ и других экспедициях, исследовавших высокогорные районы Кавказа.

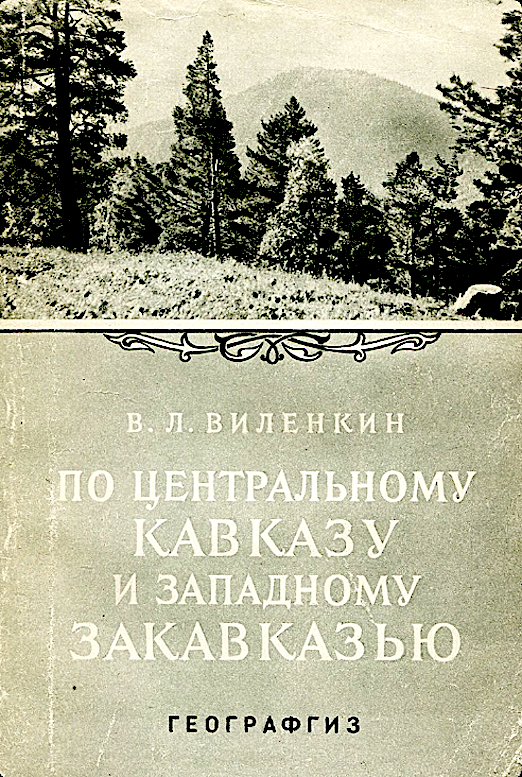
Обложка книги Виленкина „По Центральному Кавказу и Западному Закавказью“

## Популяризатор географии
Более всего Виленкин известен как популяризатор географической науки и природы. Им написаны (частично в соавторстве) книги:
- По Центральному Кавказу и Западному Закавказью. Государственное издательство географической литературы (Географгиз), Москва, 1955, 264 стр, 50 000 экз. Путевые заметки и наблюдения. Предназначена для туристов и путешественников по Кавказу.[3]
- Кордильеры. Совместно с Валентиной Агибаловой. Географгиз, серия рассказы о природе, 1958, 48 стр. 30 000 экз.[4]
- Странствователь по суше и морям. О Егоре Петровиче Ковалевском (1809-1868) - видном путешественнике, учёном и общественном деятеле XIX века. Изд-во Мысль, Москва, 1969 год, 80 стр.,  28 500 экз.
- Советский Союз. Украина. Районы. Один из 22-х томов многотомное издание "Советский Союз" – первое за годы Советской власти научно-популярное географическое описание СССР. В соавторстве. М, Мысль, 1969 , 358 стр, 90 тыс. экз.[5]
- Среди вечных снегов и ледников. Совместно с Валентиной Агибаловой. О мире ледников Северной Осетии. Книга для туристов, альпинистов, студентов естественных факультетов, а также для преподавателей-географов и краеведов. Под ред. П. В. Ковалёва, Орджоникидзе, изд-во "Ир", 1973, 140 стр., 5 тыс. экз.
- Вклад географов Харьковского университета в географию. (1976).